# Kanal (Informationstheorie)
Ein Kanal (oder Informationskanal, Übertragungskanal, Übertragungsweg; auch Shannon’sches Kanalmodell; englisch channel) ist in der Informationstheorie ein Medium, durch das Daten und Informationen vom Absender zum Empfänger über einen Übertragungsweg geleitet werden.
Daten und Informationen werden hier zu Nachrichten zusammengefasst. Ein Kanal (lateinisch canalis, „Rinne, Röhre“) ist also eine Verbindung zwischen dem Absender der Nachricht und ihrem Empfänger. In Netzwerken (Funknetze, Rechnernetze) gehören Kanäle zu den Kanten, Computer oder sonstige Endgeräte heißen Knoten. Der Kanal ist als zentraler Bestandteil des Sender-Empfänger-Modells ein Konzept, um den Informationsverlust durch Netzstörungen bei der Übertragung zu modellieren.

## Prozessablauf
Die Daten- und Informationsübertragung beginnt beim Absenden, wobei ein Transmitter diese Nachrichten kodiert und in einen Kanal einspeist. Beim Empfänger wird das Signal zunächst dekodiert und dann an den Empfänger weitergeleitet. Dieser Übertragungsweg wurde erstmals 1949 durch Claude Shannon im Nyquist-Shannon-Abtasttheorem beschrieben. Kanäle müssen zuverlässig sein und dürfen zu übertragende Nachrichten nicht verändern. Der Informationsfluss im Kanal hängt von seiner Bandbreite ab.

## Arten
Der Kanal ist das Medium zur Übertragung. Sie erfolgt durch Signale auf (Übertragungs-)Kanälen, die an Übertragungswege gebunden sind. Unterschieden wird zwischen analogen und digitalen Kanälen.
Es kann sich um ein Netzwerkkabel bei der Kommunikation zwischen Computern, dem Schall bei oraler Kommunikation, Funkfrequenzen im Mobilfunk/Rundfunk (Funkkanal) oder Kabel (Glasfaserkabel, Kupferkabel) handeln.

## Technische Aspekte
In der Praxis ist ein Kanal typischerweise ein Kupfer- oder Glasfaserkabel oder beim Mobilfunk das relativ komplexe Zusammenspiel von Sende- und Empfangseinheit sowie allen weiteren Störungen während der Funkübertragung, z. B. Mehrwegeausbreitung, Dispersion oder Dopplereffekt.
Auch ein Speichermedium (z. B. eine Festplatte oder DVD) ist in diesem Sinne ein Kanal, da digitale Daten an das Medium gesendet werden (hier: geschrieben) und später wieder davon empfangen (hier: gelesen) werden können.
Allgemein werden Daten über einen Kanal übertragen, damit sie eine räumliche und/oder zeitliche Distanz überbrücken. Eine räumliche Übertragung wäre z. B. eine Netzwerkverbindung (das Herunterladen einer Website), eine zeitliche Übertragung z. B. eine Videoaufzeichnung auf einer DVD.
Die Theorie der Kanalkodierung beschäftigt sich damit, wie Informationen, trotz Störungen durch den Kanal, korrekt übertragen werden können. Das Verhältnis von Störsignal zu Nutzsignal bezeichnet man als Signal-Rausch-Verhältnis, das die maximale Datenrate bestimmt.
Typen von Kanälen
Man unterscheidet zwischen verschiedenen Typen von Kanälen. Ein Kanal heißt
deterministisch,
falls keine Fehler durch Störung der Übertragung hinzukommen;
gedächtnislos,
wenn der Ausgangswert nur vom aktuellen Eingangswert, nicht aber vorangegangenen (oder gar zukünftigen) abhängt;
störungsfrei,
falls der Kanal sowohl verlustfrei als auch deterministisch ist;
symmetrisch,
falls alle Möglichkeiten zur Verfälschung von Daten durch Störungen gleich häufig auftreten;
verlustfrei,
falls keine Informationen bei der Übertragung verloren gehen. Dies wird auch als Äquivokation bezeichnet.
Störungsfreie Kanäle existieren praktisch nicht. Durch geeignete Kanalkodierungsverfahren kann die Störung jedoch minimiert werden, bei entsprechendem Aufwand bis hin zur praktischen Störungsfreiheit. Auch der Einsatz einer hohen Signalamplitude kann zur Störungsverminderung führen, sofern diese Störungen nicht auf destruktive Interferenz, wie Fading, im Übertragungskanal zurückzuführen sind.

## Kanalkapazität
Die Kanalkapazität ist der maximale Informationsfluss, mit dem Informationen über einen Kanal gerade noch fehlerfrei übertragen werden können. Typische Übertragungsfehler sind Störungen (thermisches Rauschen, fremde Signale), Tonverzerrungen (Telefonie), atmosphärische Störungen (Funkverkehr) oder Bildstörungen (Fernsehen, Videokonferenzen). Sobald die absendende Station feststellt, dass ein Kanal nicht belegt ist, beginnt sie mit der Sendung von Datenpaketen. Bei Belegung geht die Station in den Wartezustand. Die Verweildauer einer Nachricht im Kanal hängt ausschließlich von der Länge der Nachricht ab. Verzögerungen der Nachrichtenübertragung, die durch eventuelle Kodierungen und Dekodierungen auftreten, sind unerheblich.